# 岡部勇作
岡部 勇作（おかべ ゆうさく、1859年（安政6年4月）- 1899年（明治32年）3月24日）は、明治時代の政治家。貴族院多額納税者議員。

## 経歴
岡部直造の長男として、能登国羽咋郡荻谷村（石川県羽咋郡樋川村、志雄村、志雄町を経て現宝達志水町）に生まれる。岡部忠澄の後胤。7歳にして同郡白瀬村（北邑知村、邑知村、邑知町、羽咋町を経て現羽咋市）の私塾に入り、14歳で金沢市変則中学校に入り、また藤田維正に漢籍を学んだ。
1893年（明治26年）石川殖産会会員となり、ついで同県製糸試験員に任じた。ほか、樋川村会議員、羽咋郡会議員、石川県会議員、所得税調査委員、義倉会議員、衛生会議員、学校商議会員などを歴任した。
1897年（明治30年）石川県多額納税者として貴族院議員に互選され、同年9月29日に就任したが、在任中に死去した。

## 親族
- 甥：岡部為吉（広業銀行頭取）[3][8]